# Муленский мастер

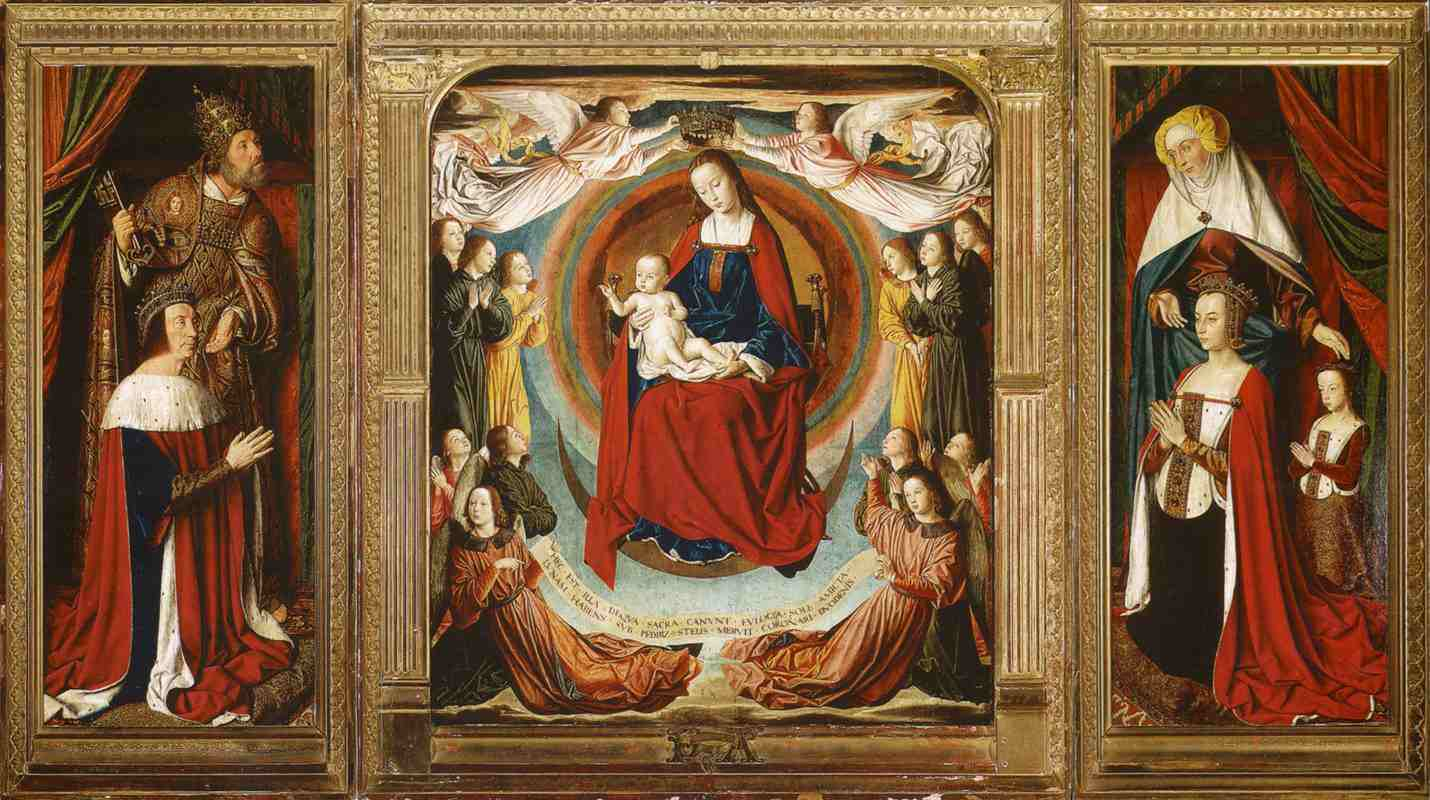
Муленский мастер. Муленский триптих. Между 1489 и 1499. Дерево, темпера, масло. Собор Нотр-Дам, Мулен

Муленский мастер (фр. Maître de Moulins) — южно-нидерландский (фламандский) художник, работавший при дворе герцогов Бурбонских между 1483 и 1500 годами. Работал в Туре, Мулене и Лионе. Его точная идентификация до сих пор остается под вопросом. В числе настоящих имён Мастера из Мулена называются Жан Эй (эта версия доминирует), Жан Перреаль, Жан Прево и Жан Клуэ Старший (отец придворного портретиста Франсуа Клуэ).

## Произведения
Современные исследователи приписывают Мастеру из Мулена 17 алтарных произведений, которые являются частями (в большинстве створки) алтарей разобщённых в XVII—XVIII веках, рисунок карандашом, эскиз витража, миниатюру. Его самое известное произведение — триптих кафедрального собора в Мулене «Богоматерь во Славе», был создан около 1500 года и дошёл до наших дней в очень хорошей сохранности. На центральной панели изображена Мадонна с младенцем в окружении ангелов. Её фланкируют портретные изображения донаторов — герцога Пьера II, герцогини Анны де Божё и их дочери Сюзанны.
В музее Метрополитен находится его «Портрет Маргариты Австрийской» в детстве. Той же руке приписываются «Портрет дофина Шарля Орлеанского» младенцем, «Портрет кардинала Карла II Бурбона», а также «Рождество Христово канцлера Ролена» (тот же заказчик, что и у ван Эйка). В его работах находят заметное влияние Гуго ван дер Гуса и Жана Фуке.